# Yeppoon
Yeppoon is een plaats in de Australische deelstaat Queensland, en telt 10.656 inwoners (2006).